# Temperatura di equilibrio planetaria
La temperatura di equilibrio planetaria è la temperatura teorica che raggiungerebbe un pianeta se fosse un corpo nero, riscaldato soltanto dal proprio sole. In questo modello, non è considerata l'eventuale presenza di un'atmosfera (e quindi dell'effetto serra che potrebbe interessarla) e la temperatura calcolata è attribuita ad una superficie idealizzata del pianeta.
Lo stesso concetto è espresso in letteratura con altre denominazioni, quali temperatura di corpo nero equivalente di un pianeta e temperatura effettiva di un pianeta. Esprimono invece un concetto simile ma non analogo la temperatura media globale, la temperatura radiativa di equilibrio e la temperatura media dell'aria al livello del mare, che includono il contributo dell'atmosfera e quindi l'effetto serra ed altri fenomeni di riscaldamento globale.

## Modello teorico
Per il calcolo della temperatura di equilibrio planetaria si assume che il pianeta e la stella siano due corpi neri perfettamente sferici. La stella, di raggio {\displaystyle {R}_{s}}, emette radiazione elettromagnetica isotropicamente in funzione della propria temperatura, {\displaystyle {T}_{s}}, secondo la legge di Stefan-Boltzmann; una parte di questa raggiunge il pianeta, dopo aver attraversato una distanza pari al semiasse maggiore, {\displaystyle {a}}, della sua orbita. La radiazione incidente sulla superficie planetaria sarà in parte riflessa nello spazio, in funzione dell'albedo {\displaystyle {\alpha }} della superficie, e in parte assorbita, riscaldando il pianeta. Poiché anche il pianeta è modellato come un corpo nero, disperderà calore nello spazio in funzione della propria temperatura, secondo la legge di Stefan-Boltzmann.
L'equilibrio termico è raggiunto quando la potenza (ovvero il calore nell'unità di tempo) trasmessa dalla stella al pianeta sarà pari a quella persa dal pianeta nello spazio. La temperatura {\displaystyle {T}_{eq}} a cui è raggiunto questo equilibrio è la temperatura di equilibrio planetaria ed è pari a:
{\displaystyle {T}_{eq}={T}_{s}{\left(1-\alpha \right)}^{1/4}{\sqrt {\frac {{R}_{s}}{2a}}}}
La temperatura di equilibrio planetaria non costituisce un limite né superiore né inferiore per le temperature che possono verificarsi sul pianeta. Per la Luna, ad esempio, può essere calcolata una temperatura di equilibrio di 271 K, ma le temperature sulla sua superficie variano tra i 100 K notturni e i 373 K, toccati durante il giorno. Una tale escursione è originata nel caso della Luna dalla relativa lentezza del suo moto di rotazione.
La presenza di un'atmosfera, e l'effetto serra che può essere associato ad alcuni suoi costituenti, determina generalmente che la temperatura media globale sia superiore a quella di equilibrio di un corpo nero equivalente. Per esempio, per Venere può essere calcolata una temperatura di equilibrio planetaria pari a 255 K, mentre la temperatura media globale del pianeta è di 730 K.
Inoltre, possono esistere fonti di calore interne, quali il decadimento radioattivo all'interno del nucleo del pianeta o il lento rilascio del calore generato dal processo di accrezione o dal riscaldamento mareale. Nel sistema solare, quest'ultimo costituisce un importante sorgente di calore per alcuni satelliti quali Io ed Encelado.
Infine, la temperatura di equilibrio planetaria è un valore medio che non tiene conto né della variabilità della distanza del pianeta dalla stella nel percorrere un'orbita che è generalmente ellittica, né della variabilità nell'emissione luminosa della stella, che può essere associata a ciclicità proprie dell'astro quali, ad esempio, il ciclo undecennale dell'attività solare.

### Derivazione dettagliata
La formula fornita nella sezione precedente può essere ottenuta senza troppa difficoltà imponendo che la potenza irradiata dal pianeta, {\displaystyle {P}_{rad}}, abbia lo stesso valore di quella assorbita, {\displaystyle {P}_{abs}}.
Avendo approssimato il pianeta come un corpo nero alla temperatura {\displaystyle T}, la potenza irradiata è dettata dalla legge di Stefan-Boltzmann ed è pari a:
{\displaystyle {P}_{rad}=\sigma {A}_{rad}{T}^{4}},
dove {\displaystyle \sigma } è una costante ed {\displaystyle {A}_{rad}} è l'area irradiante. Per calcolare quest'ultima è necessario tener conto dei fattori di vista. In modo semplificato, l'area irradiante si può considerare pari alla superficie del pianeta, cioè {\displaystyle 4\pi {{R}_{p}}^{2}}, con {\displaystyle {R}_{p}} raggio del pianeta.
Approssimando anche la stella come un corpo nero alla temperatura {\displaystyle {T}_{s}}, la legge di Stefan-Boltzmann determina la sua luminosità {\displaystyle {L}_{s}} (ovvero la potenza complessiva che essa irradia isotropicamente):
{\displaystyle {L}_{s}=\sigma \left(4\pi {{R}_{s}}^{2}\right){{T}_{s}}^{4}},
dove {\displaystyle {R}_{s}} è il raggio della stella. Da questa, è possibile calcolare semplicemente il flusso che investe il pianeta come:
{\displaystyle q={\frac {{L}_{s}}{4\pi {a}^{2}}}},
dove {\displaystyle {a}} è il semiasse maggiore dell'orbita del pianeta.
Della quota di energia che raggiunge il pianeta, poi, una parte è riflessa nello spazio e una parte assorbita. Allora, la potenza assorbita dal pianeta è data dal flusso che investe il pianeta moltiplicato per l'area della proiezione della superficie illuminata sul piano ortogonale alla congiungente stella-pianeta, pari a {\displaystyle \pi {{R}_{p}}^{2}}, e per un fattore di assorbimento della superficie del pianeta (espresso come {\displaystyle {1-\alpha }}, dove {\displaystyle \alpha } è l'albedo), ovvero:
{\displaystyle {P}_{abs}={L}_{s}\left(1-\alpha \right)\left({\frac {\pi {{R}_{p}}^{2}}{4\pi {a}^{2}}}\right)}.
Assumendo che sia raggiunto uno stato di equilibrio, imponendo quindi che la potenza irradiata sia pari a quella assorbita e ricavando {\displaystyle T}, si ottiene la formula per la temperatura di equilibrio fornita nella sezione precedente.

## Temperatura effettiva
La temperatura di equilibrio non rappresenta né un limite superiore né inferiore della temperatura effettiva di un pianeta. Ci sono diversi motivi per cui le temperature misurate si discostano dalle temperature di equilibrio previste.
A causa dell'effetto serra, i pianeti con consistenti atmosfere avranno temperature superficiali superiori alle temperature di equilibrio. Ad esempio, Venere ha una temperatura di equilibrio paragonabile a quella terrestre, tuttavia a causa dell'elevatissimo effetto serra causato dalla sua densa atmosfera la sua temperatura superficiale è di 740 K. Allo stesso modo, la Terra ha una temperatura di equilibrio di 255 K (-18 °C), ma una temperatura superficiale di circa 288 K (+15 °C) a causa dell'effetto serra nella nostra bassa atmosfera.
I corpi celesti privi di atmosfera o con un'atmosfera molto rarefatta hanno temperature effettive vicine a quella di equilibrio, come ad esempio Marte, mentre nel caso della Luna e di corpi senza atmosfera viene calcolato il flusso di emissione superficiale medio globale, da confrontare con la temperatura di equilibrio. La Luna ha una temperatura di equilibrio di 270 K, mentre la temperatura effettiva varia da 373 K di giorno ai 100 K di notte, a causa del mancato trasporto di calore da un emisfero all'altro per la totale mancanza di atmosfera.
I corpi orbitanti possono anche essere riscaldati dalle maree, dall'energia geotermica che è guidata dal decadimento radioattivo nel nucleo del pianeta, o dal riscaldamento di accrescimento. Questi processi interni faranno sì che la temperatura effettiva sia maggiore della temperatura di equilibrio (la temperatura del corpo nero che ci si aspetterebbe dal solo riscaldamento solare).
Corpi celesti del sistema solare
| Oggetto  | Temp. di equilibrio | Temp. superficiale | Albedo | Note   |
| -------- | ------------------- | ------------------ | ------ | ------ |
| Terra    | 254 K               | 288 K              | 0.306  |        |
| Mercurio | 439 K               | 440 K              | 0,088  | [ 17 ] |
| Venere   | 227 K               | 730 K              | 0,76   |        |
| Luna     | 271 K               | 250 K              | 0,11   |        |
| Marte    | 217 K               | 240 K              | 0,25   | [ 18 ] |
| Europa   | 92 K                | 102 K              | 0,67   |        |
| Ganimede | 106 K               | 110 K              | 0,43   |        |
| Titano   | 82 K                | 94 K               | 0,22   | [ 18 ] |
| Tritone  | 34 K                | 38 K               | 0,76   | [ 18 ] |
| Plutone  | 38 K                | 44 K               | 0,72   |        |